# Wójcin, Tỉnh West Pomeranian
Wójcin [ˈvui̯t͡ɕin] là một ngôi làng thuộc khu hành chính của Gmina Warnice, thuộc hạt Pyrzyce, West Pomeranian Voivodeship, nằm ở phía tây bắc Ba Lan.